# قصر الحلابات الشرقي (الزرقاء)
قصر الحلابات الشرقي منطقة سكنية تقع في لواء قصبة الزرقاء، محافظة الزرقاء في الأردن. تنتمي المنطقة لقضاء الضليل الذي يضم 7 مناطق. يقدر عدد سكانها بـ3 145 نسمة حسب إحصاء 2015.

## الوصلات الخارجية
- دائرة الاحصاءات العامة